# Futbol'nyj Klub Černihiv 2022-2023
Questa voce raccoglie le informazioni riguardanti il Futbol'nyj Klub Černihiv nelle competizioni ufficiali della stagione 2022-2023.

## Stagione
Nella stagione 2022-2023 il F.K.Černihiv ha disputato la Perša Liha, massima serie del campionato ucraino di calcio, terminando la stagione al sesto posto con 19 punti conquistati in 22 giornate, frutto di 9 vittorie, 9 pareggi e 15 sconfitte. Per la prima stagione in Perša Liha, la squadra si è trasferita allo Stadio Yunist in quanto la Černihiv Arena non era in uso.

## Maglie e sponsor
Lo sponsor tecnico per la stagione 2022-2023 è stato Joma, poi cambiato in Jako. 
| Casa | Trasferta | Terza divisa |

## Rosa
La Rosa del F.K. Černihiv nella stadion 2022-2023

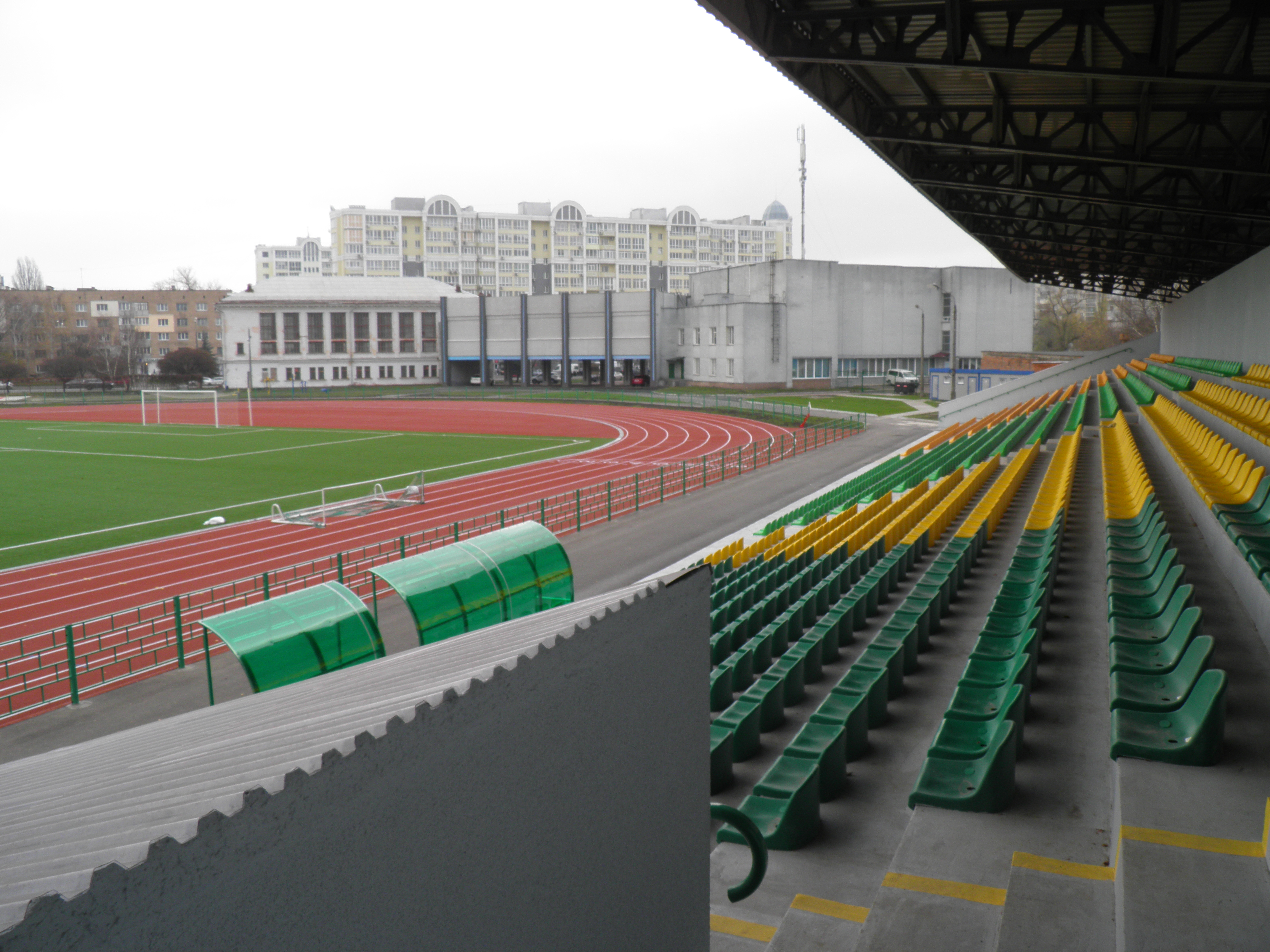
Lo Stadio Yunist dove gioca il Černihiv

| N. |                    | Ruolo | Calciatore             |
| -- | ------------------ | ----- | ---------------------- |
| 1  | Ucraina (bandiera) | P     | Oleksandr Shyray       |
| 2  | Ucraina (bandiera) | D     | Eduard Galstyan        |
| 3  | Ucraina (bandiera) | D     | Maksym Shumylo         |
| 5  | Ucraina (bandiera) | C     | Anatoliy Romanchenko   |
| 6  | Ucraina (bandiera) | D     | Andrij Veresotskyi     |
| 7  | Ucraina (bandiera) | C     | Dmytro Myronenko       |
| 8  | Ucraina (bandiera) | C     | Andrij Makarenko       |
| 9  | Ucraina (bandiera) | C     | Cirillo Kryvoborodenko |
| 10 | Ucraina (bandiera) | C     | V"jačeslav Kojdan      |
| 11 | Ucraina (bandiera) | A     | Pavlo Fedosov          |
| 12 | Ucraina (bandiera) | P     | Artem Padun            |
| 15 | Ucraina (bandiera) | D     | Andrij Lakeyenko       |

| N. |                    | Ruolo | Calciatore                |
| -- | ------------------ | ----- | ------------------------- |
| 17 | Ucraina (bandiera) | C     | Myroslav Serdyuk          |
| 23 | Ucraina (bandiera) | D     | Oleksiy Zenchenko         |
| 24 | Ucraina (bandiera) | D     | Oleksandr Rudenko         |
| 26 | Ucraina (bandiera) | D     | Kyrylo Pinchuk            |
| 26 | Ucraina (bandiera) | C     | V"jačeslav Panko          |
| 27 | Ucraina (bandiera) | C     | Mykola Syrash             |
| 30 | Ucraina (bandiera) | C     | Artur Bybik               |
| 31 | Ucraina (bandiera) | C     | Vitaliy Mentey (capitano) |
| 77 | Ucraina (bandiera) | C     | Maksym Serdyuk            |
| 79 | Ucraina (bandiera) | A     | Roman Vovk                |
| 91 | Ucraina (bandiera) | A     | Dmytro Kulyk              |
| 99 | Ucraina (bandiera) | C     | Volodymyr Zubashivskyi    |

## Calciomercato

### Sessione estiva (dall'1/9 al 5/10)
| Acquisti         | Acquisti               | Acquisti         | Acquisti   |
| R.               | Nome                   | da               | Modalità   |
| ---------------- | ---------------------- | ---------------- | ---------- |
| C                | V"jačeslav Panko       | Desna-3 Černihiv | svincolato |
| C                | V"jačeslav Kojdan      | Olimpik Donec'k  | svincolato |
| C                | Volodymyr Zubashivskyi | Kudrivka         | definitivo |
| C                | Vladyslav Shkolnyi     | Desna-3 Černihiv | svincolato |
| D                | Oleksandr Rudenko      | Kudrivka         | svincolato |
| C                | Myroslav Serdyuk       | Kudrivka         | svincolato |
| A                | Roman Vovk             | Kudrivka         | svincolato |
| P                | Jehor Kolomiyets       | Desna-3 Černihiv | svincolato |
| A                | Dmytro Kulyk           | Kudrivka         | svincolato |
| A                | Eduardo Galstian       | Desna-2 Černihiv | svincolato |
| C                | Mykola Syrash          | Kudrivka         | svincolato |
| Altre operazioni |                        |                  |            |
| R.               | Nome                   | da               | Modalità   |

| Cessioni         | Cessioni              | Cessioni       | Cessioni   |
| R.               | Nome                  | a              | Modalità   |
| ---------------- | --------------------- | -------------- | ---------- |
| D                | Nikita Grebenshchykov | -              | svincolato |
| C                | Andriy Porokhnya      | Družba Myrivka | svincolato |
| C                | Denys Kildiy          | Akmene         | definitivo |
| C                | Dmytro Borshch        | -              | svincolato |
| A                | Vladyslav Kyryn       | -              | svincolato |
| A                | Anatoliy Kokhanovskyi | -              | svincolato |
| A                | Bohdan Lytvynenko     | -              | svincolato |
| A                | Maksym Chaus          | -              | svincolato |
| Altre operazioni |                       |                |            |
| R.               | Nome                  | a              | Modalità   |

### Sessione invernale (dal 4/1 all'1/2)
| Acquisti         | Acquisti        | Acquisti       | Acquisti   |
| R.               | Nome            | da             | Modalità   |
| ---------------- | --------------- | -------------- | ---------- |
| A                | Pavlo Fedosov   | -              | svincolato |
| C                | Cirillo Pinchuk | Nyva Ternopil' | svincolato |
| Altre operazioni |                 |                |            |
| R.               | Nome            | da             | Modalità   |

| Cessioni         | Cessioni         | Cessioni | Cessioni   |
| R.               | Nome             | a        | Modalità   |
| ---------------- | ---------------- | -------- | ---------- |
| C                | V"jačeslav Panko | -        | svincolato |
| Altre operazioni |                  |          |            |
| R.               | Nome             | a        | Modalità   |

## Statistiche

### Statistiche di squadra
| Competizione  | Punti | In casa | In casa | In casa | In casa | In casa | In casa | In trasferta | In trasferta | In trasferta | In trasferta | In trasferta | In trasferta | Totale | Totale | Totale | Totale | Totale | Totale | DR |
| Competizione  | Punti | G       | V       | N       | P       | Gf      | Gs      | G            | V            | N            | P            | Gf           | Gs           | G      | V      | N      | P      | Gf     | Gs     | DR |
| ------------- | ----- | ------- | ------- | ------- | ------- | ------- | ------- | ------------ | ------------ | ------------ | ------------ | ------------ | ------------ | ------ | ------ | ------ | ------ | ------ | ------ | -- |
| Perša Liha    | 19    | 11      | 3       | 3       | 5       | 8       | 15      | 11           | 3            | 3            | 5            | 18           | 12           | 22     | 6      | 6      | 10     | 26     | 27     | -1 |
| Kubok Ukraïny | -     | -       | -       | -       | -       | -       | -       | -            | -            | -            | -            | -            | -            | -      | -      | -      | -      | -      | -      | -  |
| Totale        | 19    | 11      | 3       | 3       | 5       | 8       | 15      | 11           | 3            | 3            | 5            | 18           | 12           | 22     | 6      | 6      | 10     | 26     | 27     | -1 |

### Andamento in campionato
| Giornata  | 1 | 2 | 3 | 4 | 5 | 6 | 7 | 8 | 9 | 10 | 11 | 12 | 13 | 14 | 15 | 16 | 17 | 18 | 19 | 20 | 21 | 22 |
| --------- | - | - | - | - | - | - | - | - | - | -- | -- | -- | -- | -- | -- | -- | -- | -- | -- | -- | -- | -- |
| Luogo     | C | C | T | C | T | C | T | C | T | C  | T  | C  | T  | T  | C  | T  | C  | T  | T  | C  | T  | C  |
| Risultato | N | P | V | P | N | P | V | V | P | N  | N  | P  | V  | P  | V  | P  | V  | P  | N  | N  | P  | P  |
| Posizione | 1 | 3 | 3 | 5 | ? | ? | 5 | 3 | 5 | 5  | 5  | 6  | 5  | 6  | 8  | 9  | 9  | 10 | 10 | 10 | 12 | 13 |

Legenda:

Luogo: C = Casa; T = Trasferta. Risultato: V = Vittoria; N = Pareggio; P = Sconfitta.

### Statistiche dei giocatori
Sono in corsivo i calciatori che hanno lasciato la società a stagione in corso.
| Giocatore         | Perša Liha | Perša Liha | Perša Liha  | Perša Liha | Coppa Ucraina | Coppa Ucraina | Coppa Ucraina | Coppa Ucraina | Totale   | Totale | Totale      | Totale     |
| Giocatore         | Presenze   | Reti       | Ammonizioni | Espulsioni | Presenze      | Reti          | Ammonizioni   | Espulsioni    | Presenze | Reti   | Ammonizioni | Espulsioni |
| ----------------- | ---------- | ---------- | ----------- | ---------- | ------------- | ------------- | ------------- | ------------- | -------- | ------ | ----------- | ---------- |
| A. Bybik          | 16         | 0          | 5           | 0          | 0             | 0             | 0             | 0             | 16       | 0      | 5           | 0          |
| D. Davydenko      | 5          | 0          | 0           | 0          | 0             | 0             | 0             | 0             | 5        | 0      | 0           | 0          |
| P. Fedosov        | 0          | 0          | 0           | 0          | 0             | 0             | 0             | 0             | 0        | 0      | 0           | 0          |
| E. Galstyan       | 16         | 0          | 1           | 0          | 0             | 0             | 0             | 0             | 16       | 0      | 1           | 0          |
| V. Kojdan         | 18         | 1          | 2           | 0          |               | 0             | 0             | 0             | 18       | 1      | 2           | 0          |
| J. Kolomiyets     | 3          | 0          | 0           | 0          | 0             | 0             | 0             | 0             | 3        | 0      | 0           | 0          |
| K. Kryvoborodenko | 19         | 0          | 6           | 0          | 0             | 0             | 0             | 0             | 19       | 0      | 6           | 0          |
| D. Kulyk          | 21         | 3          | 6           | 0          | 0             | 0             | 0             | 0             | 21       | 3      | 6           | 0          |
| A. Lakeyenko      | 13         | 0          | 1           | 0          | 0             | 0             | 0             | 0             | 13       | 0      | 1           | 0          |
| A. Makarenko      | 9          | 0          | 1           | 0          | 0             | 0             | 0             | 0             | 9        | 0      | 1           | 0          |
| V. Mentey         | 18         | 2          | 6           | 0          | 0             | 0             | 0             | 0             | 18       | 2      | 6           | 0          |
| D. Myronenko      | 21         | 2          | 4           | 0          | 0             | 0             | 0             | 0             | 21       | 2      | 4           | 0          |
| A. Padun          | 0          | 0          | 0           | 0          | 0             | 0             | 0             | 0             | 0        | 0      | 0           | 0          |
| V. Panko          | 1          | 0          | 0           | 0          | 0             | 0             | 0             | 0             | 1        | 0      | 0           | 0          |
| K. Pinchuk        | 4          | 0          | 0           | 0          | 0             | 0             | 0             | 0             | 4        | 0      | 0           | 0          |
| A. Romanchenko    | 21         | 2          | 5           | 0          | 0             | 0             | 0             | 0             | 21       | 2      | 5           | 0          |
| O. Roshchynskyi   | 2          | 0          | 0           | 0          | 0             | 0             | 0             | 0             | 2        | 0      | 0           | 0          |
| O. Rudenko        | 2          | 0          | 0           | 0          | 0             | 0             | 0             | 0             | 2        | 0      | 0           | 0          |
| M. Serdyuk        | 21         | 1          | 6           | 0          | 0             | 0             | 0             | 0             | 21       | 1      | 6           | 0          |
| M. Serdyuk        | 20         | 2          | 4           | 0          | 0             | 0             | 0             | 0             | 20       | 2      | 4           | 0          |
| V. Shkolnyi       | 5          | 0          | 0           | 0          | 0             | 0             | 0             | 0             | 5        | 0      | 0           | 0          |
| O. Shyray         | 19         | 0          | 0           | 1          | 0             | 0             | 0             | 0             | 19       | 0      | 0           | 1          |
| M. Shumylo        | 17         | 0          | 3           | 1          | 0             | 0             | 0             | 0             | 17       | 0      | 3           | 1          |
| M. Syrash         | 21         | 2          | 4           | 0          | 0             | 0             | 0             | 0             | 21       | 2      | 4           | 0          |
| R. Vovk           | 12         | 3          | 1           | 0          | 0             | 0             | 0             | 0             | 12       | 3      | 1           | 0          |
| A. Veresotskyi    | 3          | 0          | 0           | 0          | 0             | 0             | 0             | 0             | 3        | 0      | 0           | 0          |
| O. Zenchenko      | 2          | 0          | 2           | 0          | 0             | 0             | 0             | 0             | 2        | 0      | 2           | 0          |
| V. Zubashivskyi   | 8          | 0          | 0           | 0          | 0             | 0             | 0             | 0             | 8        | 0      | 0           | 0          |